# Coppa Argentina 2016
La Coppa Argentina 2016 si è svolta dall'8 al 26 marzo 2016: al torneo hanno partecipato sette squadre di club argentine e la vittoria finale è andata per la prima volta all'UNTreF.

## Regolamento
Il torneo prevede la partecipazione dei club classificati dal quinto posto in giù nella corrente Liga Argentina de Voleibol: 
- I club che non hanno acceduto ai play-off scudetto danno vita a un round-robin nella prima fase, ospitato dal club meglio classificato in Liga Argentina de Voleibol, dal quale le prime due classificate accedono al turno successivo;
- I quattro club eliminati ai quarti di finale dei play-off scudetto prendono parte alla seconda fase, dove vengono raggiunti dai due classificati dopo la prima fase, dando vita a due round-robin, sempre ospitati dai due club meglio classificati nella Liga Argentina de Voleibol, venendo raggruppati col metodo della serpentina;
- I due club vincitori dei rispettivi round-robin accedono alla finale in gara unica, ospitata nuovamente dal club meglio classificato in Liga Argentina de Voleibol.

## Squadre partecipanti
| Squadra             | Qualificazione                            | Ultima partecipazione |
| ------------------- | ----------------------------------------- | --------------------- |
| Alianza Jesús María | 10ª in Liga Argentina de Voleibol 2015-16 | Debutto               |
| Ciudad              | 7ª in Liga Argentina de Voleibol 2015-16  | Debutto               |
| Gigantes del Sur    | 6ª in Liga Argentina de Voleibol 2015-16  | Debutto               |
| La Unión de Formosa | 5ª in Liga Argentina de Voleibol 2015-16  | Debutto               |
| Pilar               | 11ª in Liga Argentina de Voleibol 2015-16 | Debutto               |
| Puerto San Martín   | 8ª in Liga Argentina de Voleibol 2015-16  | Debutto               |
| UNTreF              | 9ª in Liga Argentina de Voleibol 2015-16  | Debutto               |

## Torneo

### Prima fase

#### Risultati
| 8 marzo 2016 CEDEM N.° 2, Caseros Durata: 0h:57 - Spettatori: ?  | UNTreF              | 3 - 0 | Pilar               | 25-17, 25-17, 25-19 |
| 9 marzo 2016 CEDEM N.° 2, Caseros Durata: 1h:06 - Spettatori: ?  | Alianza Jesús María | 3 - 0 | Pilar               | 26-24, 25-14, 25-23 |
| 10 marzo 2016 CEDEM N.° 2, Caseros Durata: 1h:09 - Spettatori: ? | UNTreF              | 3 - 0 | Alianza Jesús María | 25-19, 25-17, 25-19 |

#### Classifica
| Pos. | Squadra             | Pt | G | V | P | SV | SP | Ratio | PF  | PS  | Ratio |
| ---- | ------------------- | -- | - | - | - | -- | -- | ----- | --- | --- | ----- |
| 1    | UNTreF              | 6  | 2 | 2 | 0 | 6  | 0  |       | 150 | 108 |       |
| 2    | Alianza Jesús María | 3  | 2 | 1 | 1 | 3  | 3  |       | 131 | 135 |       |
| 3    | Pilar               | 0  | 2 | 0 | 2 | 0  | 6  |       | 114 | 151 |       |

### Seconda fase

#### Gruppo A

##### Risultati
| 15 marzo 2016 Estadio Cincuentenario, Formosa Durata: 1h:22 - Spettatori: ? | La Unión de Formosa | 3 - 0 | Puerto San Martín | 25-19, 25-22, 29-27 |
| 16 marzo 2016 Estadio Cincuentenario, Formosa Durata: 1h:19 - Spettatori: ? | Puerto San Martín   | 0 - 3 | UNTreF            | 18-25, 23-25, 22-25 |
| 17 marzo 2016 Estadio Cincuentenario, Formosa Durata: 1h:35 - Spettatori: ? | La Unión de Formosa | 0 - 3 | UNTreF            | 28-30, 20-25, 28-30 |

##### Classifica
| Pos. | Squadra             | Pt | G | V | P | SV | SP | Ratio | PF  | PS  | Ratio |
| ---- | ------------------- | -- | - | - | - | -- | -- | ----- | --- | --- | ----- |
| 1    | UNTreF              | 6  | 2 | 2 | 0 | 6  | 0  |       | 160 | 139 |       |
| 2    | La Unión de Formosa | 3  | 2 | 1 | 1 | 3  | 3  |       | 155 | 153 |       |
| 3    | Puerto San Martín   | 0  | 2 | 0 | 2 | 0  | 6  |       | 131 | 154 |       |

#### Gruppo B

##### Risultati
| 18 marzo 2016 Ruca Che, Neuquén Durata: 1h:02 - Spettatori: ? | Gigantes del Sur | 3 - 0 | Alianza Jesús María | 25-17, 25-10, 25-20               |
| 19 marzo 2016 Ruca Che, Neuquén Durata: 1h:55 - Spettatori: ? | Ciudad           | 3 - 2 | Alianza Jesús María | 23-25, 25-22, 25-23, 18-25, 15-13 |
| 20 marzo 2016 Ruca Che, Neuquén Durata: 1h:45 - Spettatori: ? | Gigantes del Sur | 3 - 1 | Ciudad              | 25-23, 26-24, 22-25, 25-21        |

##### Classifica
| Pos. | Squadra             | Pt | G | V | P | SV | SP | Ratio | PF  | PS  | Ratio |
| ---- | ------------------- | -- | - | - | - | -- | -- | ----- | --- | --- | ----- |
| 1    | Gigantes del Sur    | 6  | 2 | 2 | 0 | 6  | 1  |       | 173 | 140 |       |
| 2    | Ciudad              | 2  | 2 | 1 | 1 | 4  | 5  |       | 199 | 206 |       |
| 3    | Alianza Jesús María | 1  | 2 | 0 | 2 | 2  | 6  |       | 155 | 181 |       |

### Finale
| 26 marzo 2016 Ruca Che, Neuquén Durata: 2h:03 - Spettatori: ? | Gigantes del Sur | 2 - 3 | UNTreF | 25-22, 16-25, 25-22, 21-25, 11-15 |